# King Kong Song
A King Kong Song (eredetileg "Mr. Sex") a svéd ABBA 1977-ben megjelent kislemeze az ABBA című 1974-ben kiadott albumukról.
A dalt Benny Andersson és Björn Ulvaeus írta. A dal egybeesett a King Kong című film újbóli kiadásának időpontjával. A dal Ausztráliában a 94. helyig jutott. A kislemez B. oldalán az I've Been Waiting For You című dal szerepel. A dal hasonlít a Beach Boys stílusához.
A dal 1975-ben a Honey, Honey című dal B. oldalán szerepelt a görög kiadású kislemezen.

## Megjelenések
7"  Ausztrália RCA Victor – 102561
- A I've Been Waiting For You 3:38
- B King Kong Song 3:14

## Feldolgozások
- Az Electric Boys nevű alternatív rockegyüttes 1992-es emlékalbumán szerepel a dal, melyet a Polar Music adott ki.
- A svéd Moahni Moahna cover változata 1996-os Why című albumán szerepel.[5]